# تپه اطراف شهر سوخته ۳۱۱
تپه اطراف شهر سوخته شماره ۳۱۱ مربوط به هزاره سوم قبل از میلاد است و در شهرستان زابل، بخش شیب آب، دهستان لوتک، روستای حومه شهر سوخته، ۲۱/۱۶۰ کیلومتری جنوب پایگاه باستان‌شناسی شهر سوخته واقع شده و این اثر در تاریخ ۲۳ بهمن ۱۳۸۵ با شمارهٔ ثبت ۱۷۲۸۵ به‌عنوان یکی از آثار ملی ایران به ثبت رسیده است.